# Observatório de Nice
O Observatório de Nice é um observatório astronómico localizado na cidade de Nice, França.
O telescópio refractor de 77 cm feito por Henry e Gautier, tornou-se operacional por volta de 1886-1887, no maior num observatório privado e o primeiro a tal altitude (325 m).

## Diretores
- Henri Joseph Anastase Perrotin 1880—1904[3]
- General Jean-Antonin-Léon Bassot 1904—1917[4]
- Gaston Fayet 1917—1962[4][5]
- Jean-Claude Pecker 1962—1969[6]
- Philippe Delache 1969—1972[7]
- Philippe Delache 1975[7]
- Philippe Delache 1989—1994[7]